# Stendardo della Madonna della Misericordia
Lo stendardo della Madonna della Misericordia è un dipinto a olio su tela (142x200 cm) del Moretto, databile al 1520-1522 e conservato nel Tempio Canoviano di Possagno. Lo stendardo si compone di due diverse tele, ravvicinate in modo da essere decorato su entrambi i lati: la Madonna della Misericordia e i Profeti Enoch e Elia.
L'opera si colloca nell'ultima fase della produzione giovanile dell'autore, prima dei lavori che lo condurranno verso una formazione artistica più matura. Non è nota la destinazione iniziale ma, stando ai soggetti raffigurati, lo stendardo doveva essere probabilmente utilizzato da una confraternita religiosa, forse la stessa Confraternita della Madonna del Carmelo della chiesa di Santa Maria del Carmine a Brescia, dalla quale si è ipotizzato provenga la Madonna del Carmelo comprata nell'Ottocento assieme a queste due tele. Lo stendardo si trova oggi smembrato per poter esporre entrambi i fronti.

## Storia
Non è nota la destinazione originaria dello stendardo, che si rileva per la prima volta nelle fonti storiche nel 1820, quando viene acquistato a Roma da Antonio Canova presso la famiglia Ottoboni assieme alla Madonna del Carmelo. Il Canova, in una lettera poco successiva dove descrive l'acquisto, attribuisce le opere al Pordenone e le dice provenienti da Pissincana, vicino a Pordenone. Alla morte del Canova i dipinti passano, per eredità, al fratellastro Giovanni Battista Sartori, il quale colloca nel Tempio Canoviano a Possagno le due facce dello stendardo e scambia invece la Madonna del Carmelo con le Gallerie dell'Accademia di Venezia, che nel 1827 inviano due tele di Jacopo Palma il Giovane ancora presenti.
L'attribuzione al Pordenone, sia per lo stendardo, sia per la Madonna del Carmelo, rimane invariata in tutti gli studi e i cataloghi ottocenteschi, almeno fino al 1909, quando Claudio Gamba osserva per primo nella Madonna le vicinanze allo stile del Moretto. Seguiranno a ruota i commenti di altri critici, anche riguardo all'attribuzione dello stendardo. È infine Giuseppe Fiocco, nel 1921, a dare un giudizio definitivo alle tre tele, ascrivendole tutte alla mano del pittore bresciano. Altri studi successivi seguiranno la medesima linea, tentando soprattutto di collocare cronologicamente l'opera all'interno della dispersa e contraddittoria produzione giovanile dell'autore.

## Descrizione

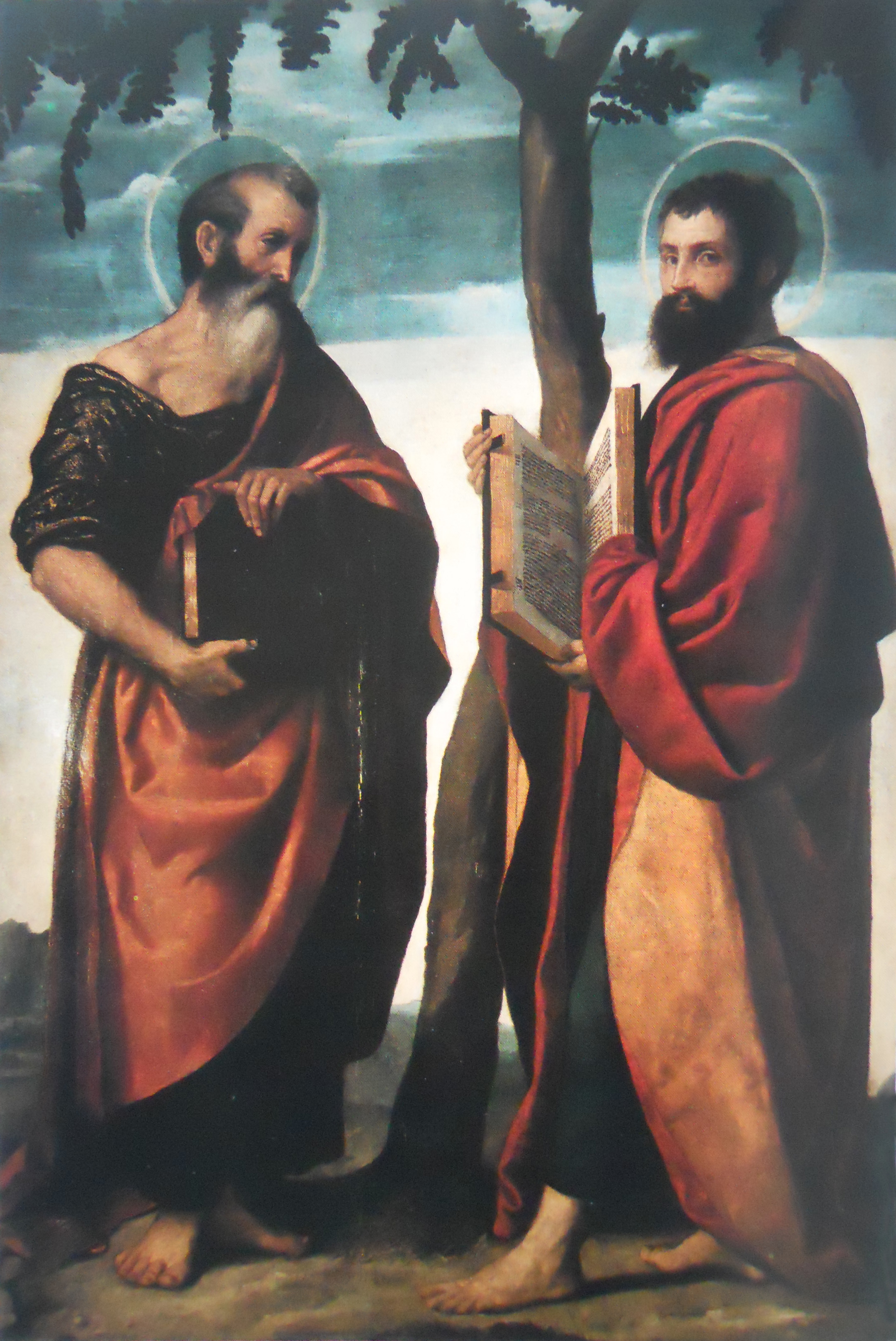
I Profeti Enoch e Elia

Il lato con la Madonna della Misericordia è dominato dalla figura di Maria, che si impone sulla scena con un corpo alto e affusolato e braccia divaricate, vestita con una lunga tunica arancione. Sulla testa porta un velo color pesca e dalle spalle si diparte un grande mantello verde scuro bordato d'oro, retto lateralmente da due angioletti. Ai suoi piedi sono inginocchiati due disciplini dell'ignota confraternita alla quale apparteneva lo stendardo: quello a sinistra ha il cappuccio della veste bianca già levato ed è in adorazione, mentre quello a destra è colto nell'atto di alzarlo. Sullo sfondo si vede un cielo azzurro rigato da molte nubi, mentre in basso si scorge un panorama montuoso.
Il lato con i Profeti Enoch e Elia mostra invece i due personaggi eretti ai lati del tronco di un albero, del quale si scorgono le fronde sul margine superiore. Entrambi sono ricoperti da vesti fluenti e reggono un libro: Enoch lo tiene chiuso sul grembo, mentre Elia è in atteggiamento di aprirlo verso l'osservatore. Sullo sfondo è ancora presente un indefinito cielo nuvoloso.

## Stile
La vicinanza stilistica con lo stendardo e la Madonna del Carmelo è molto chiara ed entrambi sono infatti databili ai medesimi anni, sicuramente prima dell'Assunzione della Vergine nel Duomo vecchio di Brescia, che rappresenta l'evoluzione di queste due Madonne. L'opera è pertanto collocabile nell'ultima fase della produzione giovanile dell'autore, prima dei lavori che lo condurranno verso una formazione artistica più matura.
Il contenuto devozionale del dipinto è colto con puntualità da Valerio Guazzoni nel 1981, quando osserva che il Moretto, ancora una volta, "ha energicamente definito l'attualità dell'avvenimento, il preciso istante del suo accadere. Fino a poco prima i due disciplini, coi loro cappucci crucisignati di rosso abbassati sul volto, erano concentrati nell'orazione mentale; poi premio al loro sforzo si era rivelata la Madonna sospesa in cielo. La scena fissa il momento appena successivo, quando uno dei due ha rialzato il cappuccio per contemplare meglio e l'altro, afferratone il lembo, sta per rialzarlo". Questo aspetto, pertanto, avvicinerebbe lo stendardo al Cristo con la croce e un devoto, databile a pochi anni prima, dove si rileva lo stesso atteggiamento compositivo. Continua poi il critico, riferendosi al grande cielo di sfondo e al paesaggio confinato all'estremità inferiore, che "la contemplazione risulta come esaltata da questo suggerimento di altezza e solitudine".